# 多孔軸孔珊瑚
多孔軸孔珊瑚（学名：Acropora millepora）为軸孔珊瑚科軸孔珊瑚屬下的一个种。